# Педро Мурійо Веларде
Педро Мурійо Веларде (ісп. Pedro Murillo Velarde; 6 серпня 1696 — 30 листопада 1753) — іспанський єзуїт, автор географічних та історичних творів про Філіппіни. Народився в Альмерії, Андалусія. Випускник Алькальського університету (1719 — 1723). З 1718 року — член Товариства Ісуса. Працював на Філіппінах від 1721 року: був секретарем єзуїтської провінції Філіппін, каліфікатором (комісаром) Священного офісу книжкової цензури та віце-ректором Новіціату Сан-Педро-де-Макаті в Манілі, візитатором місій південного острова Мінданао та прокуратором (уповноваженим) своєї релігійної провінції в курії в Римі та Мадриді. Автор монументальної 10-томної «Історичної географії» (1752). Помер у Кадісі.

## Імена
- Педро Мурійо Веларде / Педро Мурільо Веларде / Педро Мурільйо Веларде (ісп. Pedro Murillo Velarde)
- Педро Мурійо Веларде-і-Браво / Педро Мурільо-Веларде-і-Браво / Педро Мурільйо-Веларде-і-Браво (ісп. Pedro Murillo Velarde y Bravo)

## Біографія

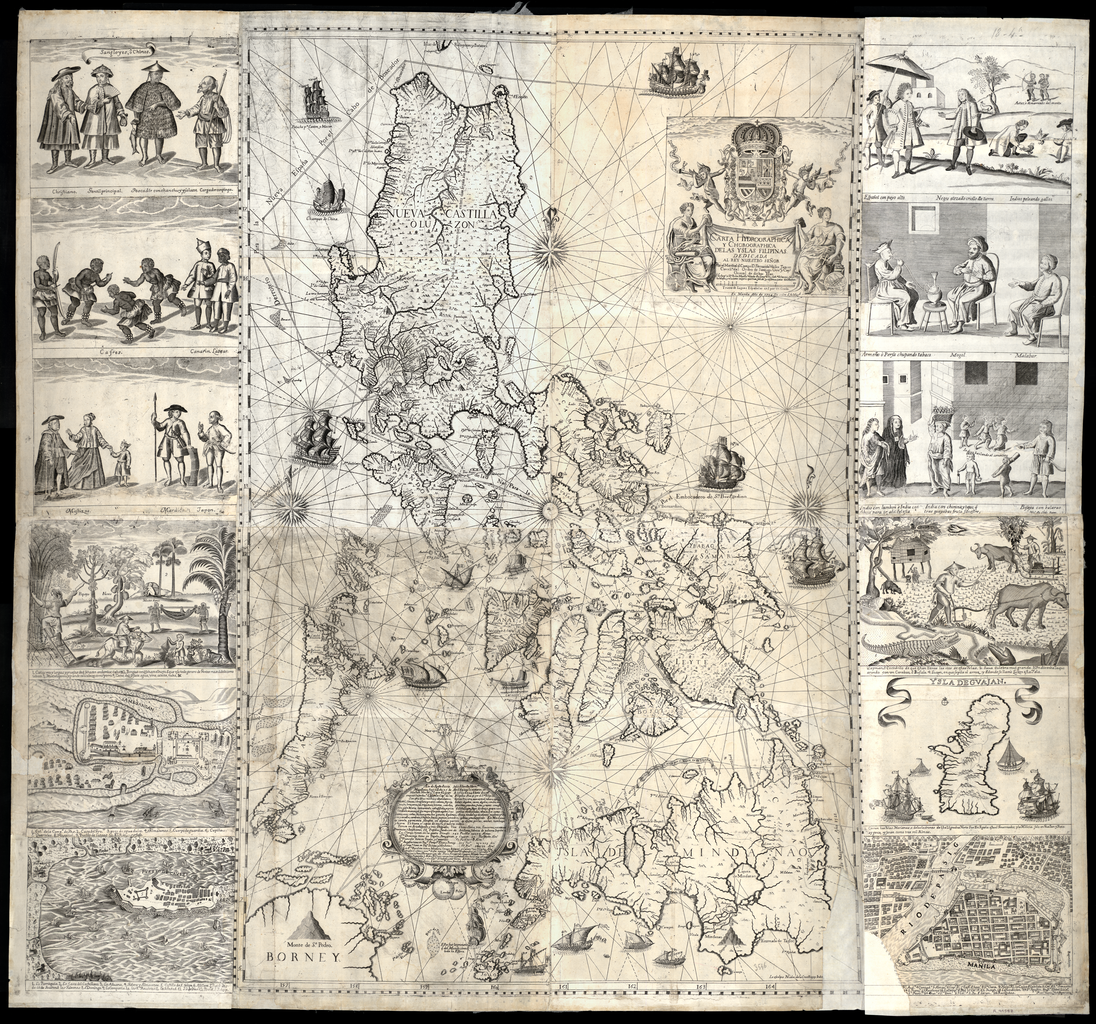

Педро Мурійо Веларде народився 1696 року у Вілья-Лаухар, Альмерія, Іспанія. Він походив зі знатної родини. Його дядько був єпископом Памплонським з 1724 року. 
Педро навчався в Мурсії, Толедо, в Гранадському і Саламанкському університетах. 1718 року він вступив до Товариства Ісуса. Орден відправив його до Алькальського університету, де з 1719 по 1723 рік він проходив теологічну підготовку.
1721 році Мурільо Веларде вступив до Філіппінської місії ордена. У той час у Манілі він став викладачем у єзуїтській Колегії святого Йосипа (Сан-Хосе) та водночас викладав канонічне та цивільне право в університеті.
Мурільо Веларде був секретарем єзуїтської провінції Філіппін, каліфікатором (комісаром) Священного офісу книжкової цензури та віце-ректором Новіціату Сан-Педро-де-Макаті в Манілі. Пізніше він став ректором єзуїтської гілки Антиполо поблизу Маніли, візитатором місій південного острова Мінданао та прокуратором (уповноваженим) своєї релігійної провінції в курії в Римі та Мадриді.
Мурільйо Веларде був визнаним юристом на Філіппінах, Новій Іспанії (Мексиці) та Іспанії. Він також писав у галузі музики, поезії, картографії, історії, проповіді та катехізису. У своїх листах він описує слабкі сторони місцевих філіппінців без скупості та майже комічно. Його головною працею є 10-томна «Історична географія» (Geographia Historica), яка також містить першу повну карту Філіппін 1734 року.
Мурільйо Веларде помер на зворотному шляху на Філіппіни в лікарні в Ель-Пуерто-де-Санта-Марія, Кадіс.

## Праці
- Relación de las fiestas que hizo el Colegio de la Compañía de Jesús de Manila en la canonización de San Estanislao de Kostka y San Luis Gonzaga. Manila, 1730.
- Cursus Iuris Canonici Hispani et Indici. Madrid:  Matriti, E. Fernandez, 1743.
- Práctica de Testamentos en que se resuelven los casos más frecuentes en la disposición de las últimas voluntades. Manila: Imprenta de Andrés Ramírez, 1745.
- Historia de la Provincia de Filipinas de la Compañia de Jesús [...] que comprende [...] desde el año de 1616 hasta el de 1716. Manila: Imprenta de la Compañía de Iesus, 1749.
- Geographia Histórica del Mundo. Madrid: Oficina de Gabriel Ramírez, 1752, 10 vols. (ts. I y II reeds. en Madrid, 1763 y 1791).
  - II. Geographia historica, de Castilla la Vieja, Aragon, Cathaluña, Navarra, Portugal, y otras provincias; con un catalogo de los Emperadores, y Reyes, que han dominado en España.
  - III. Geographia historica, de Francia, Italia, y sus islas; con el catalogo de los Pontifices, y Antipapas, y de varios Reyes.
  - IV. Geographia historica de Alemania, Flandes, Inglaterra, Dinamarca, Noruega, Suecia, Moscovia, y Polonia.
  - V. Geographia historica, de Hungria, Thracia, Grecia, y las islas adyacentes.
  - VI. Geographia historica del Asia en general y particular.
  - VII. Geographia historica de Persia, del Mogól, de la India, y sus reynos, de la China, de la Grande Tartaria, de las islas de la India y del Japón.
  - VIII. Geographia historica, de las islas Philipinas, del Africa, y de sus islas adyacentes.
  - IX. Geographia historica de la America y de las islas adyacentes, y de las tierras Arcticas y Antarcticas y de los mares del norte y del sur.
  - X. Geographia historica, donde se describen los reynos, provincias, ciudades, fortalezas, mares, montes, ensenadas, cabos, rios, y puertos.

### Монографії. Статті
- Pazuengos, B. Carta edificante sobre la vida virtudes y muerte del padre Pedro Murillo Velarde, Murcia, 1756.
- Toribio Medina, J. La imprenta en Manila. Santiago de Chile, 1896.
- Bibliografía española de las Islas Filipinas (1523-1810). Santiago de Chile: Imprenta Cervantes, 1897.
- Emma Helen Blair, James Alexander Robertson: The Philippine Islands 1493–1898. Cleveland, Ohio 1906. Bd. 40, S. 280–281.
- Palau y Dulcet, A. Manual del librero hispanoamericano, t. X, Barcelona: Librería Palau, 1957, págs. 364-365.
- Quirino,  C. Philippine Cartography (1320-1899). Manila: Carmelo & Bauermann, 1959.
- Díaz-Trechuelo, L. Grabadores filipinos del siglo XVIII // Anuario de Estudios Americanos (Sevilla), t. XIX (1962).
- Esteve Barba, F. Cultura virreinal. Barcelona: Salvat, 1965.
- Serrera Contreras, R. M.ª  Estudio preliminar // en la ed. facs. del vol. IX de P. Murillo Velarde, Geographia Histórica, Granada: Universidad, 1990.
- Altic, Mirela. Jesuit Contribution to the Mapping of the Philippine Islands: A Case of the 1734 Pedro Murillo Velarde’s Chart // Mapping Asia: cartographic encounters between East and West. Cham: Springer, 2019, S. 73–94.

### Довідники
- Institutum Historicum Societatis Iesu. Murillo Velarde, Pedro // Aldea Vaquero, T. Marín Martínez y J. Vives Gatell (dirs.), Diccionario de Historia Eclesiástica de España, vol. III, Madrid: Consejo Superior de Investigaciones Científicas, Instituto Enrique Flórez, 1973, p. 1753.
- Areila, J. S. Murillo Velarde, Pedro // Diccionario histórico de la Compañía de Jesús: Roma-Madrid: Institutum Historicum Societatis Iesu-Universidad Pontificia Comillas, 2001, Vol. 3.
- Lourdes Díaz-Trechuelo y López Spinola. Murillo Velarde, Pedro Bernardo // Diccionario Biográfico Español, 2012, Vol. 37